# Niels Ryberg Finsen
Niels Ryberg Finsen (n. 15 decembrie 1860, Tórshavn, Streymoy⁠(d), Insulele Feroe – d. 24 septembrie 1904, Copenhaga, Danemarca) a fost medic și om de știință danez, originar din Insulele Feroe. Pentru tratamentul unor boli ca lupus vulgaris a promovat utilizarea radiației luminoase pentru care i s-a decernat, în 1903, Premiul Nobel pentru Medicină. Finsen avea rădăcini islandeze.